# Turngau
Bei einem Turngau handelt es sich um eine von mehreren regionalen Untergliederungen eines Landesturnverbandes. In früherer Zeit gab es zudem Turnkreise, heute kaum noch gebräuchlich, deren Untergliederung als Turngaue bezeichnet worden sind.

## Begriff
Beim Begriff Turngau handelt es sich um eine Wortschöpfung aus den Begriffen Turnen und Gau, wobei sowohl die Bedeutung des Begriffs Gau als regionale Verwaltungseinheit als auch die sachliche Zuordnung zum Turnen zum Ausdruck kommt.
Der Begriff ist sowohl in Deutschland als auch in Österreich gebräuchlich, jedoch nicht in der Schweiz. Die Untergliederungen des Schweizerischen Turnverbandes (STV) sind an den Kantonen orientiert. Äquivalente für deutsche bzw. österreichische Turngaue sind dort Bezirksturnverbände.

## Geschichte
Bestrebungen für die Gründung von Turngauen unternahmen schon in der Mitte des 19. Jahrhunderts meist Turnvereine, Turngesellschaften bzw. Turngemeinden, um sich unisono artikulieren zu können und eine gemeinsame Interessenvertretung auf örtlicher Ebene zu bilden.
Von Vorteil war die Bildung bzw. Gründung eines Turngaus gegenüber der örtlichen Verwaltung, anderen örtlichen Interessenverbänden, bei regionalen Veranstaltungen und auch gegenüber Sportverbänden gleicher und höherer Ebene.
Ein Turngau nimmt jedoch auch Aufgaben der Kommunikation bzw. der regionalen Organisation und Verwaltung für die Mitgliedsvereine wahr. Turngaue bieten unter anderem Lehrgänge für Übungsleiter an, veranstalten Gau-Meisterschaften, Gau-Kinderturnfeste und andere Wettkämpfe, teilweise auch Bergturnfeste. Wie nahezu alle Verbände sind auch die Turngaue als eingetragene Vereine konstituiert bzw. organisiert.

### Historisches Beispiel

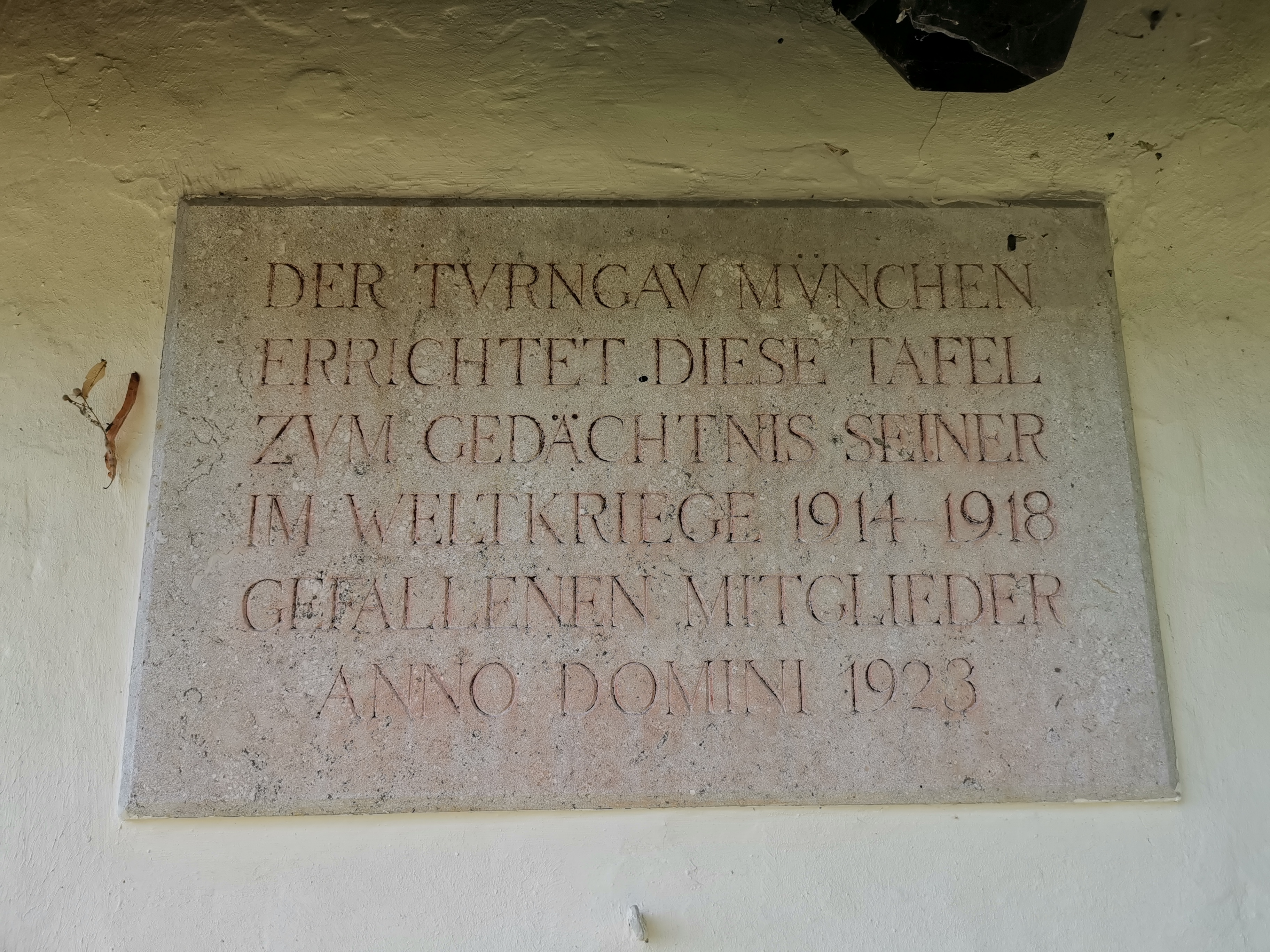
Begriff Turngau auf einer Gedenkplatte

- Dachverband: Deutsche Turnerschaft (gegründet 1868)
- Mittlere Verbandsebene: Mittelrheinkreis (gegründet 1861)
- Untere Verbandsebene: Gau Frankfurt a. M. (gegründet 1875)
- Vereinsebene[2]

### Aktuelles Beispiel
- Dachverband: Deutscher Turner-Bund e. V.
- Mittlere Verbandsebene: Hessischer Turnverband e. V.
- Untere Verbandsebene: Turngau Frankfurt e. V. und viele mehr[3]
- Vereinsebene[4]

## Mitgliedschaft
Mitglieder eines Turngaues sind Turnvereine der jeweiligen Stadt oder Region. Ein Turngau ist wiederum Mitglied im jeweiligen Landesverband und dieser im Dachverband, dem Deutschen Turner-Bund (DTB) bzw. Österreichischen Turnerbund (ÖTB).